# Jakob Ejersbo
Jakob Ejersbo (født 6. april 1968 i Rødovre, død 10. juli 2008 i Aalborg) var en dansk forfatter. Efter at have skrevet brevromanen Fuga og novellesamlingen Superego fik han sit endelige gennembrud med romanen Nordkraft (2002), der indbragte ham De gyldne laurbær i 2003.
Jakob Ejersbo var uddannet journalist og ville allerede som barn være forfatter[kilde mangler]. Efter i 1988 at have fået sin HF-eksamen boede han i Aalborg.
Jakob Ejersbo debuterede sammen med en ven med brevromanen Fuga. Novellesamlingen Superego kunne den unge forfatter dog ikke afsætte i lang tid, da flere forlag afviste ham. Til sidst fik han dog forlaget Gyldendal til at udgive romanen, som fik gode anmeldelser.
Ejersbo var repræsentant for den nye realisme, som udviklede sig op gennem 1990’erne. Som en anden af denne retnings hovedfigurer, Jan Sonnergaard, fokuserer Ejersbo på rodløse unge, misbrugere og arbejdsløse, men helt uden Sonnergaards sarkastiske bid. I stedet lader han læseren fatte sympati for hovedpersonerne, trods deres åbenlyse svagheder. I den henseende er Ejersbos realisme psykologisk orienteret. Hvor Sonnergaard både dømmer og fordømmer, lader Ejersbo det være op til læseren at trække en lære ud af det skildrede.
Jakob Ejersbo døde på Aalborg Sygehus af kræft i spiserøret efter kun 10 måneders sygdom.
I 2013 rejste fem mænd til Tanzania for at bestige Kilimanjaro. Med sig havde de halvdelen af Jakob Ejersbos aske. Den anden halvdel var tidligere blevet begravet på Assistens Kirkegård i København. Dette blev dokumenteret i filmen Ejersbo af Christian Holten Bonkes.

## Værker

### Nordkraft
Efter successen med novellesamlingen begyndte han at skrive romanen Nordkraft.
Bogen blev en anmelderrost succes, hvor rosen bl.a. gik på godt indblik i det miljø han skriver om ud fra sin egen tid i Aalborg og gennem omfattende research, en metode han har brugt i arbejdet med alle sine romaner. [kilde mangler]
I 2005 indspillede Ole Christian Madsen filmatiseringen af bogen Nordkraft med Thure Lindhardt i en af hovedrollerne.

### Trilogi om Afrika
Jakob Ejersbo nåede at skrive en trilogi om Afrika, som blev færdigredigeret af hans redaktør på Gyldendal, Johannes Riis efter hans død. Trilogien består af romanerne Eksil og Liberty, samt fortællekredsen Revolution, der alle udkom i løbet af 2009.
Bøgernes fortællinger har forskellige fortællere, men en stor del af personerne går igen som hoved- eller bipersoner i flere af fortællingerne. Mange af personerne er børn og unge, som har tilknytning til den internationale skole i Moshi, Tanzania.
Forfatteren var hele livet stærkt påvirket af Tanzania, hvor han boede som barn og ung. Ejersbos familie kom til Tanzania første gang i 1974-76. Faderen arbejdede med udviklingsbistand betalt af den danske stat, og moderen hjalp til på hospitalet i Moshi.
Som 13-årig i 1981 rejste Jakob Ejersbo tilbage til Tanzania og boede en overgang alene med sin far og gik i skole på Moshi International School. I denne periode blev han ven med en lokal dreng, Ali, der arbejdede for en svensk familie. De to hang blandt andet ud sammen på diskoteket Liberty.
I 1983 kom Jakob Ejersbo på efterskole. Han tog HF i Danmark mens forældrene tog tilbage til Tanzania uden børn. I 2003 rejste Jakob Ejersbo tilbage til Afrika, og begyndte at researche målrettet med henblik på Afrika-trilogien.
Illustrationerne på trilogiens omslag er tegnet af Jakobs søster Ea Ejersbo. Illustrationen på den anden bog i trilogien, Revolution, viser en mand i sejrsposition med svulmende overarme og er inspireret af etiketten på den lokale Tanzanianske gin Konyagi, som sælges i små poser til 8 kroner stykket. Konyagi, og i det hele taget stoffer og spiritus, spiller en rolle i mange af hovedpersonernes liv. På omslaget til Liberty ses frihedsfaklen, Uhuru Torch, og på Eksil er det afrikanske kontinent forvandlet til et grinende dødningehoved.
I februar-marts 2018 blev filmatiseringen af Liberty vist på DR1 som en tv-serie på fem afsnit. Serien blev instrueret af Mikael Marcimain, og i hovedrollerne ses bl.a. Connie Nielsen, Carsten Bjørklund, Sofie Gråbøl og Anton Hjejle.

## Eftermæle
Kredse i Aalborg ønskede i 2010, at byrådet navngav det nuværende Kjellerups Torv foran hovedindgangen til kulturhuset Nordkraft Jakob Ejersbos Plads. Pladsen skiftede navn til Jakob Ejersbos Plads i juni 2021. I 2018 blev Jakob Ejersbos virke hædret ved navngivelsen af en ny art af biller, Palmnickeneoceras ejersboi Fanti & Damgaard, 2018. Billen er uddød og fundet indkapslet i rav.

## Udvalgt bibliografi
- Fuga (med Morten Alsinger; roman, 1998) ISBN 87-7445-768-3
- Superego (noveller, 2000) ISBN 87-00-46718-9
- Nordkraft (roman, 2002) ISBN 87-02-01211-1
- Eksil (roman, 2009) ISBN 978-87-02-06394-3
- Revolution (roman, 2009) ISBN 978-87-02-06396-7
- Liberty (roman, 2009) ISBN 978-87-02-06395-0

## Biografier
- Rune Skyum-Nielsen Jakob var her (Gyldendal 2016)